# Eurysa meridiana
Eurysa meridiana är en insektsart som beskrevs av Asche 1994. Eurysa meridiana ingår i släktet Eurysa och familjen sporrstritar.
Artens utbredningsområde är Italien. Inga underarter finns listade i Catalogue of Life.